# Makhosazana Xaba
Makhosazana Xaba (* 10. Juli 1957) ist eine südafrikanische Poetin, Aktivistin und Herausgeberin mehrerer Anthologien.

## Leben
Makhosazana Xaba ist in Greytown (Südafrika) aufgewachsen. Sie machte zunächst eine Ausbildung zur Hebamme und Krankenpflegerin und arbeitete in unterschiedlichen NGOs zu Gesundheit und Gender, Frauenrechten und Gewalt gegen LGBTIQ Communities. 1986, während in Südafrika zum zweiten Mal der Ausnahmezustand ausgerufen wurde, ging sie ins Exil und kehrte 1990 als Mitglied der African National Congress Women’s League zurück. Nach ihrer Rückkehr studierte sie Kreatives Schreiben an der Witwatersrand-Universität.

## Werk
Xaba begann im Jahr 2000 Gedichte zu verfassen. Ihre Poesie hat einen starken Bezug zu ihrer Arbeit als Anti-Apartheid-Aktivistin: „[w]e must write as much as possible for future generations to understand. How else can I explain to my child why we couldn’t use the same toilets as white people, and answer her when she asks how could we allow that to happen?“
Nach der Veröffentlichung mehrerer eigener Gedichtbände wie These Hands (2005) und Tongues of Their Mothers (2008) ist Makhosazana Xaba zunehmend als Herausgeberin tätig. Die gemeinsam mit Karen Martin herausgegebene Anthologie Queer Africa wurde 2014 mit dem Lambda Literary Award ausgezeichnet.

## Rezeption
Xabas Poesie offenbart die Rolle des Körpers im Widerstand gegen die Staatsgewalt. Daher ist ihre Poesie ein wichtiger Beitrag zur Aufarbeitung der Apartheid. Die Literaturwissenschaftlerin Stephanie Selvick schreibt in Africa in Words, dass Xabas Gedichte nicht davor zurückschrecken traumatische Ereignisse zu rekapitulieren und ein großes Verlangen nach Freiheit und Intimität ausdrücken:
„These poems do not flinch while recalling histories of trauma and documenting a willful desire for freedom and intimacy. Through this collection, Xaba illuminates the cost of body politics. The poet’s bodily experiences become definitive proof of the efficacy of resistance; her very hands ‚recall,’ ‚remember,’ ‚know,’ and ‚will never forget’.“
Phillippa Yaa beschreibt Running and Other Short Stories (2013) als ein herausstehendes Beispiel für zeitgenössische afrikanische Fiktion: „Makhosazana Xaba’s new collection of short stories is an excellent example of contemporary African fiction. Running leads the reader through dreams, nightmares, places of pleasure as well as familiar and unfamiliar purgatories.“

## Veröffentlichungen

### Poesie
- These Hands: Poems. Timbila (2005). ISBN 978-0-9584640-8-6.
- Tongues of Their Mothers. Scottsville: University of KwaZulu-Natal Press (2008). ISBN 978-1-86914-144-8.
- The Alkalinity of Bottled Water. Botsotso (2019). ISBN 978-0-9947081-6-8.

### Kurzgeschichten
- Running and Other Stories. Cape Town: Modjaji Books (2013). ISBN 978-1-920590-16-1.

### Essays
- Three Women. In: Meridians (2018) doi:10.1215/15366936-7176494

### Herausgeberschaft
- Queer Africa: New and Collected Fiction, Hrsg: Karen Martin und Makhosazana Xaba, MaThoko's Books (2009). ISBN 978-1-920590-33-8.
- Proudly Malawian: Life Stories from lesbian and gender-nonconforming individuals. MaThoko's Books (2016). ISBN 978-1-928215-10-3.
- Queer Africa 2 - New Stories In, Hrsg: Makhosazana Xaba und Karen Martin, MaThoko's Books (2017). ISBN 978-1-928215-42-4.
- Like the Untouchable Wind: An Anthology of Poems. Hrsg: Makhoazana Xaba, Harare (2016). ISBN 978-1-928215-47-9.
- Our Words, Our Worlds: Writing on Black South African Women Poets 2000–2018, UKZN Press 2019, ISBN 978-1-86914-412-8.

## Auszeichnungen
- 2014: SALA Nadine Gordimer Short Story Award für Running and Other Stories
- 2014: Lambda Literary Award (zusammen mit Karen Martin) in der Kategorie “LGBT Anthology” für Queer Africa: New and Collected Fiction